# 콜론즈
콜론즈(COLONS)는 2017년 대한민국 서울에서 오병찬, 남정현, 손치현에 의해 설립되었으며, 선글라스 및 안경을 주력상품으로 제작, 판매한다. 서울콜렉션에서는 나무(흑단, 호두나무)와 메탈(티타늄)을 주요 소재로 사용하며 나무 안경 테의 한계를 디자인으로 해결하였다. 로스엔젤레스콜렉션 등 매 시즌 다양한 디자인과 소재의 제품을 선보인다. 시간을 브랜드의 중점으로 두고, 디자인적으로 새롭고 혁신적인 경험을 사용자에게 제공하고자 한다
- 2017년 국내 크라우드펀딩 플랫폼 '와디즈'에서 런칭에 성공하였다.[1]
- 2017년 서울콜렉션 '07:25'가 핀업 컨셉 디자인 어워드(PIN UP CONCEPT DESIGN AWARD)에서 한국산업디자이너협회 인증(KAID Autenticaiton)을 수상했다.[2][3]
- 2017년 서울콜렉션 '10:10'가 대한민국디자인전람회(KOREA DESIGN EXHIBITION)에서 금상(GOLD)을 수상했다.[4]
- 2018년 서울콜렉션 '07:25'가 이탈리아 에이 디자인 어워드(A DESIGN AWARD)에서 위너(WINNER)를 수상했다.[5][6]
- 2018년 서울콜렉션 '07:25'가 아이디이에이(IDEA, International Design Excellence Awards)에서 파이널리스트(FINALIST)를 수상하였다.

## 제품

### 서울콜렉션(Seoul Collection)
- 03:45 연희동갤러리(연희동프로젝트), 흑단목, 타이타늄
- 07:25 동대문디자인플라자(DDP), 흑단목, 타이타늄
- 09:15 한남동 현창빌딩, 흑단목, 타이타늄
- 10:10 플레이스 원(PLACE 1), 흑단목, 타이타늄

### 로스엔젤레스콜렉션(Los Angeles Collection)
출시예정